# 第九書簡
『第九書簡』（だいきゅうしょかん、希: Ἐπιστολή θ'、羅: Epistula IX、英: Epistle IX, Ninth Epistle, Ninth Letter）は、プラトンの『書簡集』中の書簡の1つ。偽作の疑いが強いものと考えられる。
紀元前388年から紀元前367年の間、すなわち第1回シケリア旅行から第2回シケリア旅行の間の期間、プラトンが友人であるイタリア半島南部ターラス市のピタゴラス学派の政治家アルキュタスの知人たちから、彼が公職に忙殺されて（哲学に時間を割くことができない）耐え難い日々を過ごしているという話を聞き、彼をなだめ慰める手紙を書いた、という体裁となっている。

## 日本語訳
- 『プラトン全集 14　エピノミス(法律後篇)・書簡集』 水野有庸、長坂公一訳、岩波書店